# Daniel Ona Ondo
Daniel Ona Ondo (sinh ngày 10 tháng 7 năm 1945) là chính trị gia Gabon, giữ chức Thủ tướng Gabon từ tháng 1 năm 2014. Trước đó, ông từng là Bộ trưởng Bộ Giáo dục và Phó chủ tịch Quốc hội. Ông là thành viên của Đảng dân chủ Gabon (Parti démocratique gabonais, PDG).